# Konvict Muzik
Konvict Muzik is een Amerikaans platenlabel. Het label werd in 2005 opgericht door Melvin Brown en R&B-zanger Akon. Het bedrijf is een zusterbedrijf van Kon Live. 
Naast Akon heeft het artiesten onder contract (gehad) als Lady Gaga, T-Pain, Kat DeLuna, Colby O'Donis en Flipsyde.

## Artiesten

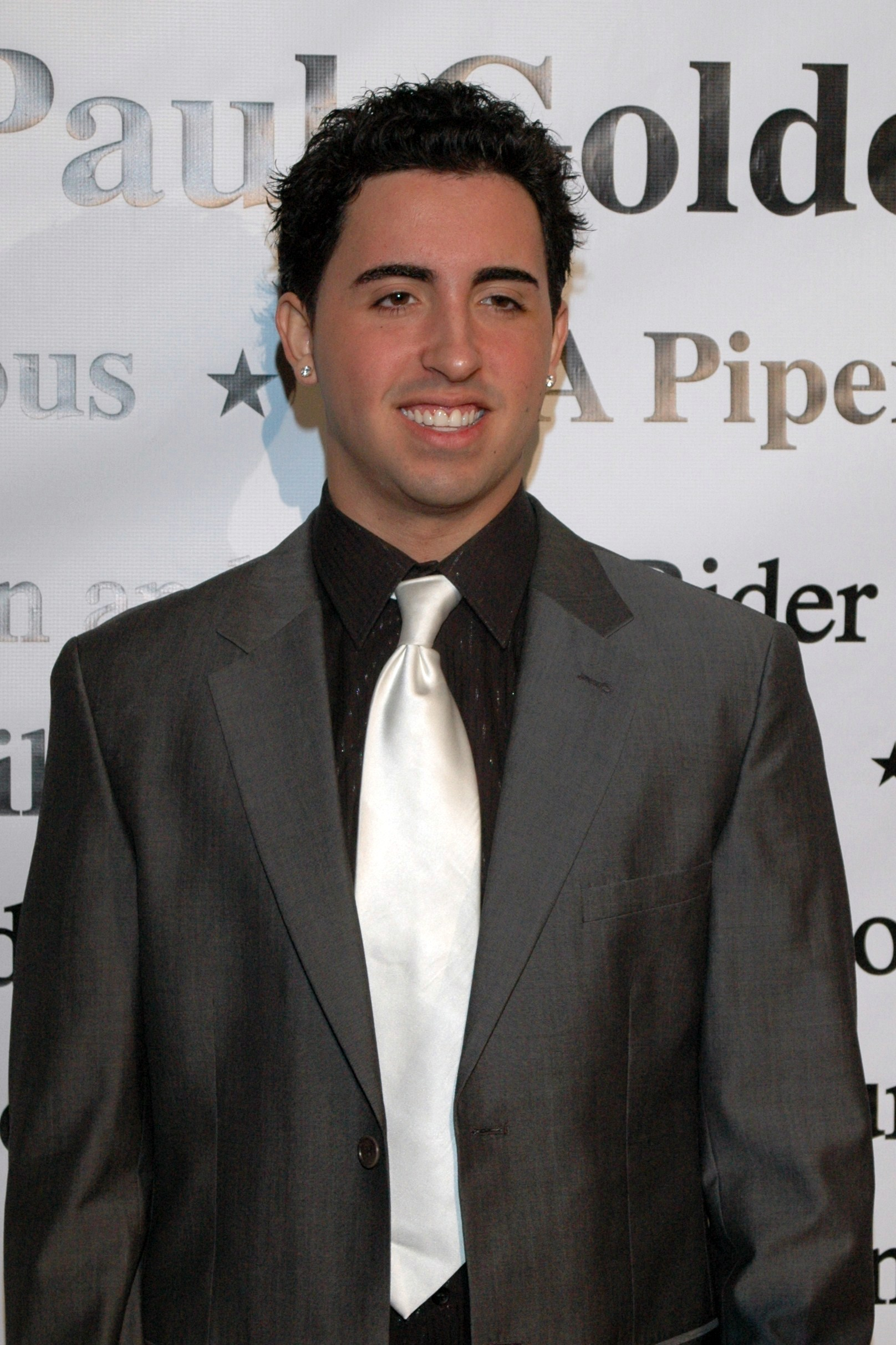
Colby O'Donis

Lady Gaga

- Akon
- American Yard
- A-Wax
- Billy Blue
- Brick & Lace

- Colby O'Donis
- DJ Benny-D
- DJ Grind
- DJ Mad
- DJ Noodles
- Dolla (overleden)
- Glowb
- Jay Money
- Jeffree Star
- Kid-Dre

- Lady Gaga
- Qwes
- Ray Lavender
- Red Cafe
- SebasKonvict
- Sway DaSafo
- Tami Chynn
- Tariq L
- T-Pain
- Vito The Champ

## Discografie
- T-Pain – Rappa Ternt Sanga
  - Uitgebracht: 5 december 2005
  - RIAA-certificatie: Goud
  - Singles: "I'm Sprung", "I'm N Luv (Wit A Stripper)", "Studio Luv"

- Akon – Konvicted
  - Uitgebracht: 14 november 2006
  - RIAA: 3x Platina
  - Singles: "Smack That", "I Wanna Love You", "Don't Matter", "Mama Africa", "Sorry, Blame It on Me", "Never Took the Time", "I Can't Wait"

- T-Pain – Epiphany
  - Uitgebracht: 5 juni 2007
  - RIAA: Platina
  - Singles:"Buy U a Drank (Shawty Snappin')", "Bartender", "Church"

- T-Pain – Thr33 ringz
  - Uitgebracht: 11 november 2008
  - RIAA: Goud
  - Singles: "Can't Believe It", "Chopped N Skrewed", "Freeze"

- Akon – Freedom
  - Uitgebracht: 2 december 2008
  - RIAA: Goud
  - Singles: "Right Now (Na Na Na)", "I'm So Paid", "Beautiful"

- JunioRichless - The one we need
  - Uitgebracht: 11 juni 2006
  - RIAA: Goud
  - Singles: "Gettin an Get out", "Who did we need", "Burn't out.

- Jayko – Marcando Territorio
  - Uitgebracht: 2009
  - RIAA: -
  - Singles: -